# Ambiserrula jugosa
Ambiserrula jugosa är en fiskart som först beskrevs av Mcculloch, 1914.  Ambiserrula jugosa ingår i släktet Ambiserrula och familjen Platycephalidae. Inga underarter finns listade i Catalogue of Life.